# 호르헤 푸실레
호르헤 키로 푸실레 페드로모(Jorge Ciro Fucile Perdomo, 1984년 11월 19일, 우루과이 몬테비데오 ~ )는 우루과이의 전 축구 선수이다.

## 클럽 경력
- 리버풀 (2003년~2006년)
- FC 포르투 (2006년~2014년)

## 대표팀 경력
푸실레는 2006년 5월 24일 로스앤젤레스에서 열린 북아일랜드 축구 국가대표팀과의 경기에서 데뷔했으며, 2010년 FIFA 월드컵에서 주전 수비수로 활약하였다.

## 에피소드
- 2010년 FIFA 월드컵 가나와의 8강전에서 한때 실신한 적이 있다. 알고보니 루이스 알베르토 수아레스의 핸들링을 도우려 하다가 그렇게 되었다고 한다.